# شهرداد روحانی

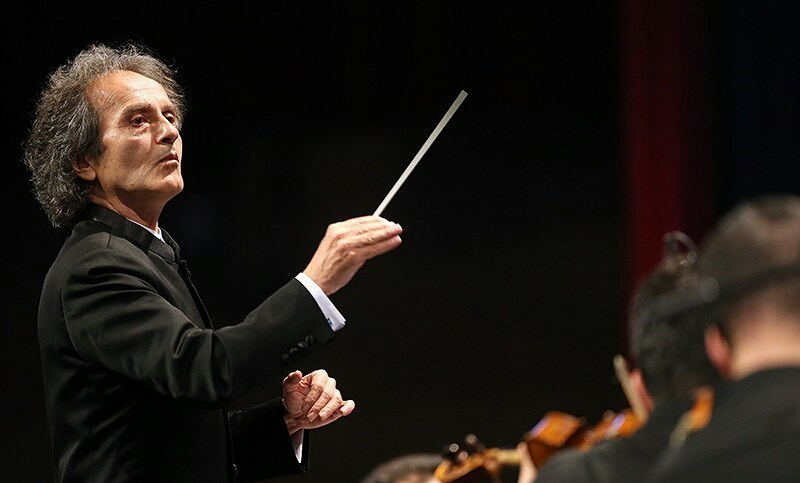
شهرداد روحانی در سی و یکمین جشنواره موسیقی فجر - ۱۳۹۵

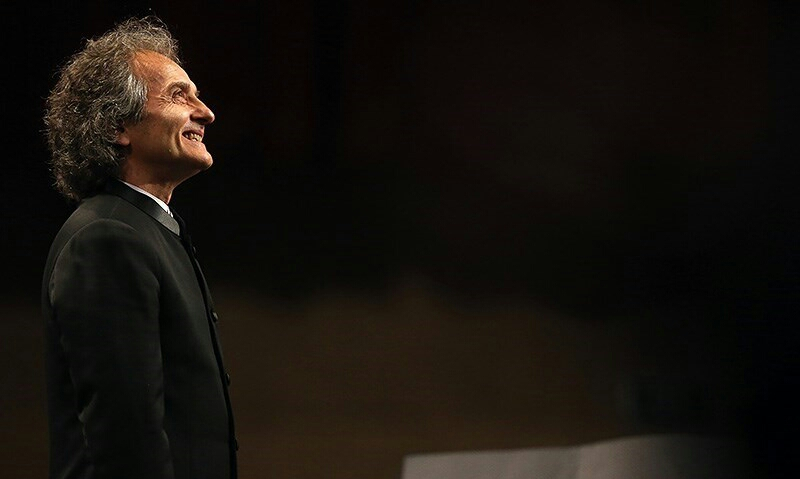
شهرداد روحانی در سی و یکمین جشنواره موسیقی فجر - ۱۳۹۵

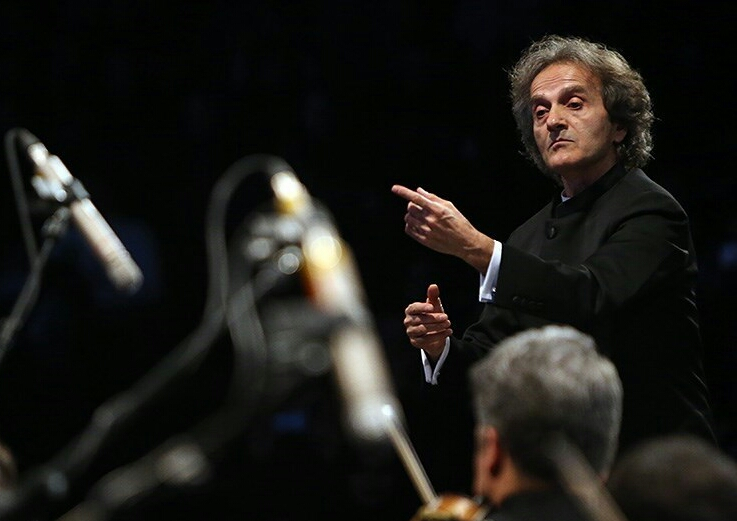
شهرداد روحانی در سی و یکمین جشنواره موسیقی فجر - ۱۳۹۵

شهرداد روحانی (زاده ۶ خرداد ۱۳۳۳ در تهران) موسیقیدان، آهنگساز، رهبر ارکستر ایرانی است. وی در تابستان ۱۳۹۵ به عنوان رهبر ارکستر سمفونیک تهران انتخاب شد و در خرداد ۱۳۹۹ از آن سمت کناره‌گیری کرد.

## زندگی
شهرداد روحانی در ۶ خرداد ۱۳۳۳ در تهران به دنیا آمد. در برخی متون، نام وی به صورت «شهداد» نیز آمده‌است. پدرش رضا روحانی موسیقیدان بود. روحانی از ۵ سالگی شروع به فراگیری موسیقی کرد و در سن ۱۰ سالگی وارد هنرستان موسیقی شد و پس از اتمام تحصیلات در هنرستان موسیقی ملی به قصد ادامه تحصیل در رشته موسیقی عازم وین شد. هما فریمانی مهندس معمار و اهل مشهد همسر شهرداد روحانی است. سارا و سینا فرزندان این زوج هستند.
برادران وی انوشیروان روحانی، اردشیر روحانی و شهریار روحانی نیز از موسیقی‌دانان مطرح ایرانی هستند.

## فعالیت‌ها
شهرت روحانی بیشتر به دلیل تنظیم و رهبری ارکستر کنسرت یانی است که به همراه ارکستر سلطنتی فیلارمونیک (به انگلیسی: Royal Philharmonic Orchestra) در فضای باز در پارتنون واقع در آتن پایتخت یونان انجام شد. این کنسرت تحسین و نقد بینندگان را در پی داشت که به پربیننده‌ترین برنامهٔ پخش شده از تلویزیون در آمریکا، و دومین موزیک ویدئوی پرفروش در تاریخ جهان پس از موزیک ویدیوی «تریلر مایکل جکسون» تبدیل شد.
شهرداد روحانی تاکنون نه تنها قطعات مختلفی را در سبک‌های متفاوت ساخته، بلکه جوائزی را نیز دریافت نموده‌است. وی همچنین جوائز و بورسیه‌های تحصیلی مختلفی، هم در اروپا و هم در آمریکا نظیر ASCAP Scholarship در لس آنجلس در ایالت کالیفرنیای آمریکا را دریافت کرده‌است.
شهرداد روحانی، از سال ۱۹۸۷ تا ۱۹۹۱ رئیس و رهبر ارکستر سمفونی COTA لس آنجلس بوده‌است. افزون بر این، او رهبری چندین ارکستر سمفونی معتبر را به عنوان رهبر مهمان بر عهده داشته که از آن جمله می‌توان ارکستر سلطنتی فیلارمونیک لندن، ارکستر سمفونیک مینه‌سوتا، سمفونیک کلرادو، سمفونیک سن دیگو، سمفونیک ایندیاناپولیس، سمفونیک نیوجرسی، سمفونی فیلارمونیک زاگرب و سمفونی جوانان آمریکا را نام برد.
روحانی در سال ۱۹۹۸ توسط دولت تایلند برای ساخت قطعهٔ موسیقی مراسم افتتاحیه و اختتامیهٔ سیزدهمین دوره بازی‌های آسیایی دعوت شد. این قطعه به عنوان محبوب‌ترین آهنگ این بازی‌ها انتخاب شد.
شهرداد روحانی لوح‌فشرده‌های کلاسیک متعددی نظیر موسیقی باله چایکوفسکی، با همکاری سمفونی رادیو اسلواک برای دیسکاور کخ اینترنشنال تهیه نموده‌است. روحانی در سال ۱۹۹۹ جایزه پیکانس تایلند، که معتبرترین جایزه موسیقی و هنری این کشور است را از آن خود کرد. وی در زمینه ساخت و تنظیم موسیقی فیلم نیز فعال است.
شهرداد روحانی در سال ۲۰۰۹ رهبری ارکستر سمفونیک کنسرت «مرغ سحر ناله سر مکن» به خوانندگی پرواز همای و اپرای «موسی و شبان» با اجرای پرواز همای و سلی را در تالار کنسرت والت دیزنی برعهده داشت.
رهبری ارکستر اپرای ونکوور: شهرداد روحانی در ششم ژانویه ۲۰۱۸ ارکستر سمفونیک اپرای ونکوور را در کنسرتی به نام "همه ایرانم" یا "شب موسیقی ایرانی با ارکستر اپرای ونکوور" رهبری کرد. این کنسرت در کانادا و بزرگ‌ترین سالن شهر ونکوور، سالن کویین الیزابت برگزار شد. آثاری از آهنگسازان بزرگ ایرانی از دوره مشروطیت تا زمان حاضر در این کنسرت با رهبری شهرداد روحانی اجرا شدند. آثاری از عارف قزوینی، مرتضی نی داوود، روح‌الله خالقی، جواد معروفی، حشمت سنجری، حسین دهلوی، همایون خرم، کامبیز روشن‌روان و شهرداد روحانی با ارکستر سمفونیک اپرای ونکوور به رهبری شهرداد روحانی برای بیش از ۲۷۰۰ نفر تماشاگر ایرانی و غیر ایرانی اجرا شدند. شهرداد روحانی در این کنسرت افزون بر رهبری ارکستر، در دو قطعه راپسودی اصفهان و سرزمین مادری، سولیست پیانو نیز بود. پوئم سمفونی ۵۰ دقیقه‌ای «همه ایرانم» ساختۀ کامبیز روشن‌روان، اولین اجرای جهانی‌اش در این کنسرت با خوانندگی علیرضا قربانی انجام شد.

## آثار

#### قطعه برفراز آسمانها
اولین آهنگ خود در ۱۸ سالگی ساخت قطعه «برفراز آسمانها» که با صدای ابی بر روی تیتراژ پایانی فیلم «برفراز آسمانها» منتشر شد، اطلاعاتی در مورد ترانه‌سرای این اثر در دست نیست. این ترانه توسط نیما مسیحا با آهنگسازی شهرداد روحانی و تنظیم رضا تاجبخش در سال ۱۳۹۴ بازخوانی شد. در فیلم معروف سلام سینما از آهنگ‌های شهرداد روحانی برای موسیقی متن استفاده شد. لازم به گفتن است از مهم‌ترین آثار وی آلبوم بی کلام «نسیم بهاری» (به انگلیسی:Dance of Spring) است که از جمله آهنگ‌های شاخص آن، آهنگ‌های «رقص بهار و رقص عذرا» می‌باشد.

#### ترانه‌شناسی
| خواننده    | نام ترانه                 | ترانه‌سرا      | آهنگساز       | تنظیم         |
| ---------- | ------------------------- | ------------- | ------------- | ------------- |
| ابی        | بر فراز آسمانها           | اردلان سرفراز | شهرداد روحانی | شهرداد روحانی |
| نیما مسیحا | برفراز آسمانها (بازخوانی) | اردلان سرفراز | شهرداد روحانی | رضا تاجبخش    |
| بی کلام    | سرزمین مادری              |               | شهرداد روحانی | شهرداد روحانی |
| بی کلام    | پروانه                    |               | شهرداد روحانی | شهرداد روحانی |
| بی کلام    | آرزوی دوردست              |               | شهرداد روحانی | شهرداد روحانی |
| بی کلام    | میدان آزادی               |               | شهرداد روحانی | شهرداد روحانی |
| بی کلام    | رویای کودکی               |               | شهرداد روحانی | شهرداد روحانی |
| بی کلام    | صبح تازه                  |               | شهرداد روحانی | شهرداد روحانی |
| بی کلام    | قصه باران                 |               | شهرداد روحانی | شهرداد روحانی |
| بی کلام    | لحظات شیرین               |               | شهرداد روحانی | شهرداد روحانی |
| بی کلام    | رقص عذرا                  |               | شهرداد روحانی | شهرداد روحانی |
| بی کلام    | زیبایی عشق                |               | شهرداد روحانی | شهرداد روحانی |
| بی کلام    | راپسودی                   |               | شهرداد روحانی | شهرداد روحانی |
| بی کلام    | صدایی در شب               |               | شهرداد روحانی | شهرداد روحانی |
| بی کلام    | رقص بهار                  |               | شهرداد روحانی | شهرداد روحانی |
| بی کلام    | ابدیت                     |               | شهرداد روحانی | شهرداد روحانی |
| بی کلام    | Connies Butterfly         |               | شهرداد روحانی | شهرداد روحانی |

#### تنظیم
| خواننده | نام ترانه | ترانه‌سرا     | آهنگساز      | تنظیم         |
| ------- | --------- | ------------ | ------------ | ------------- |
| هایده   | ساغر هستی | هما میرافشار | جمشید شیبانی | شهرداد روحانی |

## جوایز
- بورسیه‌ای. کی. ام، وین، اتریش
- بورسیه ASCAP، لس آنجلس، کالیفرنیا
- جایزه پیکانس تایلند، به سال ۱۹۹۹
- جایزه باربد از جشنواره بین‌المللی موسیقی فجر ۱۳۹۴، برای آلبوم باغ ایرانی